# Ukamas

Brunnen und Sammelbehälter einer Tränkanlage bei Ukamas (1897)

Ukamas ist ein Ansiedlung im Südosten Namibias. Der Ort liegt im Wahlkreis Karasburg-Ost auf 805 m etwa 15 Kilometer nordwestlich von Ariamsvlei an der Distriktstraße D269. Südwestlich liegt der gleichnamige Berg mit einer Höhe von 853 m.

## Geschichte
Zur deutschen Kolonialzeit war der Ort Militärfunkstation und Stationierungsort der 2. Kompanie der Schutztruppe für Deutsch-Südwestafrika.
Im Dezember 1906 wurde in Ukamas ein Friedensschluss zwischen deutschen Militärs und den letzten, mit den Herero und Nama verbündeten und auf Südwester Gebiet verbliebenen, aufständischen Bondelswarts vereinbart.
Während des Ersten Weltkriegs schloss Oberstleutnant Manie Maritz mit seiner Gruppe burischer Freischärler am 7. Oktober 1914 bei Ukamas einen Vertrag mit der deutschen Militärverwaltung, der eine Unterstützung der Schutztruppe für den Fall eines südafrikanischen Angriffs vorsah.